# Las Acequias
Las Acequias es una localidad situada en el Departamento Río Cuarto, Provincia de Córdoba, Argentina.
Se sitúa a 10 km al sur por ruta provincial RP A209; dicha distancia es tomada desde el cruce con la ruta nacional N.º 8, las localidades vecinas,  al Cardinal Oeste Paraje Paso del Durazno y Cardinal Este, Villa Reducción. Haciendo constar que las Acequias, Dista de la ciudad de Córdoba en 250 km aproximadamente y de la capital departamental Río Cuarto en 40 km aproximadamente.
La principal fuente de ingresos es la agricultura y la ganadería.

## Población
Cuenta con 2522 habitantes (Indec, 2022), lo que representa un incremento del 13% frente a los 2201 habitantes (Indec, 2010) del censo anterior.
| Gráfica de evolución demográfica de Las Acequias entre 1991 y 2022 |
|                                                                    |
| Fuente: Censos nacionales del INDEC                                |

## Sismicidad
La sismicidad de la región de Córdoba es frecuente y de intensidad baja, y un silencio sísmico de terremotos medios a graves cada 30 años en áreas aleatorias. Sus últimas expresiones se produjeron:
- 22 de septiembre de 1908 (116 años), a las 17.00 UTC-3, con 6,5 Richter, escala de Mercalli VII; ubicación 30°30′0″S 64°30′0″O / -30.50000, -64.50000; profundidad: 100 km; produjo daños en Deán Funes, Cruz del Eje y Soto, provincia de Córdoba, y en el sur de las provincias de Santiago del Estero, La Rioja y Catamarca[2]
- 16 de enero de 1947 (78 años), a las 2.37 UTC-3, con una magnitud aproximadamente de 5,5 en la escala de Richter (terremoto de Córdoba de 1947)[1]
- 28 de marzo de 1955 (70 años), a las 6.20 UTC-3 con 6,9 Richter: además de la gravedad física del fenómeno se unió el desconocimiento absoluto de la población a estos eventos recurrentes (terremoto de Villa Giardino de 1955)
- 7 de septiembre de 2004 (20 años), a las 8.53 UTC-3 con 4,1 Richter
- 25 de diciembre de 2009 (15 años), a las 21.42 UTC-3 con 4,0 Richter